# Кристофер III Баварский
Кри́стофер (Христофо́р) III Бава́рский (дат. Christoffer af Bayern, норв. Kristoffer av Bayern, швед. Kristofer av Bayern; 26 февраля 1416, Ноймаркт — 5 января 1448, Хельсингборг) — король Дании с 1440 года (под именем Кристофер III), Швеции с 1441 года (под именем Кристофер Баварский) и Норвегии с 1442 года (под именем Кристофер III) из династии Виттельсбахов.
При правлении Кристофера произошло резкое падение влияния королевской власти в результате действия городов Ганзейского союза и усиления политической власти датских и шведских государственных советов.

## Происхождение
Вероятно, родился в Ноймаркте (Верхний Пфальц). Сын пфальцграфа Ноймаркта Иоганна, являвшегося сыном германского короля Рупрехта Пфальцского и Катерины, сестры короля Эрика Померанского. Соответственно по матери происходил из датского королевского рода и являлся ближайшим наследником короны в виду бездетности короля Эрика Померанского. После смещения с престола Эрика Померанского Кристофер был выбран датской знатью в качестве преемника своего дяди.
В 1438 году Кристофер получил от датского государственного совета, воспользовавшегося временным отсутствием в Дании нелюбимого высшей аристократией Эрика, приглашение немедленно явиться в Данию, если хочет, чтобы королевская власть сохранилась за его родом. Кристофер прибыл туда следующим летом.
Государственный совет объявил Эрика низложенным, а Кристофер был назначен регентом в 1439 году, затем коронован в 1440 году. Позже был признан также королём Швеции и Норвегии.
Возможно, его рассматривали как марионетку в делах датского дворянства, однако он смог проводить свою независимую политику. В общем, его правление можно считать началом долгого периода баланса между королевской властью и дворянством, продолжавшегося до 1660 года.

## Политика
В 1441 году Кристофер подавил большое крестьянское восстание в северной Ютландии — одно из центральных событий его короткого правления. В целом его господство означало растущее давление на крестьянство, особенно в восточной Дании. С другой стороны он старался поддержать города и купцов, насколько это позволяли условия, поставленные городами Ганзейского союза.
Во время правления Кристофера Копенгаген стал постоянной столицей Дании (хартия 1443 года).
Кальмарская уния стала чисто внешней, «личной унией»; ганзейские города добились отмены установленной Эриком пошлины за проход судов через пролив Зунд; высшей аристократии было обещано, что она вновь станет диктовать королю условия; Адольфу Шаумбургскому была отдана в наследственное владение южная Ютландия вместе с Хадерслевом и островом Эрё.
Народной любви Кристофер не заслужил; только высшее духовенство к нему очень благоволило за увеличение доходов, собираемых с народа.
Проводил нерешительную политику войны и переговоров против своего дяди, обосновавшегося на острове Готланд. Результаты этой политики так и не были достигнуты.
В 1443 году унаследовал от отца пфальцграфство Ноймаркт.
В 1445 году женился на Доротее Бранденбургской (1430 — 25 ноября 1495).
В 1448 году бездетный Кристофер внезапно скончался в Хельсингборге (сейчас принадлежит Швеции) и был похоронен в соборе города Роскилле. Он был последним потомком Вальдемара IV Аттердага.
28 октября 1449 года вдовствующая королева Доротея вступила в брак с новым королём Дании Кристианом I, который положил начало правлению новой династии Ольденбургов.
Его родовое пфальграфство Ноймаркт после смерти отошло к дяде, пфальцграфу Мосбаха Оттону I.
В 1654 году род Виттельсбахов, к которым принадлежал Кристофер, вернулся к власти в Швеции.